# Walter Stokes
Walter Raymond Stokes (Mohawk (Florida), 23 mei 1898 - Stuart (Florida), 9 juni 1996) was een Amerikaans schutter.

## Carrière
Stokes won tijdens de Olympische Zomerspelen van 1924 twee medailles, de gouden medaille met het Amerikaanse team vrij geweer 400, 600 en 800 m team en de bronzen medaille op het teamonderdeel enkel shot op lopend hert.
Na het overlijden van de Franse zeiler André Derrien op 4 april 1994 was Stokes de oudste levende olympisch kampioen. Hij overleed 1,5 maan voorafgaand aan de Olympische Zomerspelen 1996 in zijn vaderland, deze spelen waren 100 jaar na de eerste moderne spelen. Tijdens deze spelen werd de Sloveen Leon Štukelj geëerd als oudste levende kampioen.

## Resultaten

### Olympische Zomerspelen
| Jaar | Plaats | Resultaten |
| ---- | ------ | --- |
| 1924 | Parijs | vrij geweer 400, 600 en 800 m team · Enkel shot op lopend hert, team · 4e Vrij geweer 600 m individueel · 5e Dubbel shot op lopend hert, team · |

### Wereldkampioenschappen
| Jaar | Plaats     | Resultaten |
| ---- | ---------- | --- |
| 1921 | Lyon       | 300m vrij geweer 3 houdingen · vrij geweer staand · 300m vrij geweer geknield · 300m vrij geweer liggend                     |
| 1922 | Milaan     | 300m vrij geweer 3 houdingen · 300m vrij geweer geknield                                                                     |
| 1923 | Camp Perry | 300m vrij geweer 3 houdingen · 300m vrij geweer geknield team · 300m vrij geweer staand team · 300m vrij geweer liggend team |
| 1924 | Reims      | 300m vrij geweer 3 houdingen · 300m vrij geweer liggend · 300m vrij geweer liggend team                                      |